# Santakari (klippa)
Santakari är en ö i Finland. Den ligger i Skärgårdshavet och i kommunen Gustavs i landskapet Egentliga Finland, i den sydvästra delen av landet. Ön ligger omkring 59 kilometer väster om Åbo och omkring 210 kilometer väster om Helsingfors. Santakari ligger 1 meter över havet.
Öns area är 1,9 hektar och dess största längd är 200 meter i sydöst-nordvästlig riktning.  Närmaste större samhälle är Nystad, 15,4 km norr om Santakari.